# ریکاردو آلتامیرانو
ریکاردو آلتامیرانو (انگلیسی: Ricardo Altamirano؛ زادهٔ ۱۲ دسامبر ۱۹۶۵) بازیکن سابق فوتبال اهل آرژانتین است.
از باشگاه‌هایی که در آن بازی کرده‌است می‌توان به باشگاه فوتبال ریور پلاته و باشگاه اتلتیکو ایندپندینته اشاره کرد.
وی سابقه ۲۷ بازی برای تیم ملی فوتبال آرژانتین در کارنامه دارد.